# Mario Kummer
Pour les articles homonymes, voir Kummer.
Mario Kummer (né le 6 mai 1962 à Suhl) est un coureur cycliste et dirigeant d'équipe cycliste allemand.

## Biographie
En 1977, Mario Kummer devient champion du monde sur piste en poursuite par équipes en catégorie junior. En 1981, il est champion du monde du contre-la-montre par équipes avec Falk Boden, Bernd Drogan et Olaf Ludwig. Il renouvelle ce titre en 1989 avec Falk Boden, Maik Landsmann et Jan Schur. Entretemps, lors des Jeux olympiques de 1988 à Séoul, il remporte la médaille d'or de cette discipline avec Uwe Ampler, Maik Landsmann et Jan Schur.
Il devient professionnel en 1990 et le reste jusqu'en 1997. Il participe à cinq Tours de France. Lors de l'édition 1996, il fait partie de l'équipe Deutsche Telekom du vainqueur Bjarne Riis, mais quitte le Tour dès la deuxième étape. 
En 2000, Mario Kummer devient directeur sportif de l'équipe Telekom et le reste jusqu'en 2006. Éclaboussé par le scandale de dopage touchant l'ancien leader de la formation T-Mobile Jan Ullrich, il est licencié en octobre 2006. L'équipe Astana l'engage en tant que directeur sportif à partir du 1er janvier 2007.

## Palmarès et résultats

### Palmarès amateur
- 1980
  -  Médaillé d'argent au championnat du monde de poursuite juniors
  - 9e du championnat du monde sur route juniors
- 1981
  -  Champion du monde du contre-la-montre par équipes (avec Falk Boden, Bernd Drogan et Olaf Ludwig)
  - Tour de la Hainleite
- 1982
  - 2e, 5e (contre-la-montre) et 6e étapes du Tour de RDA
  - 2e étape du Tour de l'Avenir (contre-la-montre par équipes)
  -  Médaillé de bronze au championnat du monde sur route militaires
- 1983
  - 8e étape du Tour de Slovaquie (contre-la-montre)
  - 1re et 6e étapes du Grand Prix Torres Vedras
  - 4e étape du Tour de l'Avenir (contre-la-montre par équipes)
  - 2e du Tour de la Méditerranée
  - 10e du Tour de l'Avenir
- 1984
  -  Médaillé d'or du contre-la-montre par équipes aux Jeux de l'Amitié (avec Uwe Ampler, Falk Boden et Bernd Drogan)
  - Classement général du Tour de Normandie
  - Tour du Hainaut occidental :
    - Classement général
    - 1re étape

  - 3e de la Semaine cycliste bergamasque
- 1985
  - 5e étape du Tour de RDA
  - 2e étape du Tour du Hainaut occidental
- 1986
  - Tour de la Hainleite
  - 1re (contre-la-montre par équipes) et 3e étapes du Tour de RDA
  - 3e du Tour de Saxe
  -  Médaillé de bronze au championnat du monde du contre-la-montre par équipes* 1987
  - Classement général du Tour de Rhénanie-Palatinat
  - Tour du Hainaut occidental :
    - Classement général
    - 5e étape

  - 5e du championnat du monde sur route amateurs
- 1988
  -  Champion olympique du contre-la-montre par équipes (avec Uwe Ampler, Maik Landsmann et Jan Schur)
- 1989
  -  Champion du monde du contre-la-montre par équipes (avec Falk Boden, Maik Landsmann et Jan Schur)
  - Grand Prix de Waregem
  - 2e du Zesbergenprijs Harelbeke

### Palmarès professionnel
- 1990
  - 2e du championnat de RDA sur route
  - 2e de la Cronostaffetta
  - 3e de Florence-Pistoia
- 1991
  - 3e étape du Tour des Pouilles
  - 3e du championnat d'Allemagne sur route
- 1996
  - Tour de la Hainleite

### Résultats sur les grands tours

#### Tour de France
5 participations
- 1990 : 88e
- 1992 : 78e
- 1993 : 111e
- 1994 : 97e
- 1996 : non-partant (2e étape)

#### Tour d'Italie
4 participations
- 1991 : 77e
- 1993 : 67e
- 1994 : abandon
- 1995 : 105e

#### Tour d'Espagne
4 participations
- 1990 : 92e
- 1991 : 103e
- 1995 : 107e
- 1996 : 84e